# Oakland Clippers
Oakland Clippers was een Amerikaanse voetbalclub uit Oakland, Californië.
De club werd opgericht in 1967 en ging spelen in de nieuw opgerichte competitie van de NPSL. Het was de eerste keer dat er een professioneel team in welke sport dan ook uit Oakland deelnam aan een grote competitie. De club werd kampioen van de westelijke divisie en won in de finale in twee wedstrijden van Baltimore Bays, de oostelijke kampioen.
Na dit seizoen fusioneerde de bond met de USA en zo kwam de NASL tot stand. In het eerste seizoen van deze profcompetitie moest de club San Diego Toros laten voorgaan. Na het eerste seizoen werd de club ontbonden.

## Bekende spelers
- Leonel Conde
- Milan Čop
- Momcilo Gavrić
- Edgar Marín
- Ilija Mitić
- Mirko Stojanović
- Dimitri Davidović
- Jose Constancia

## Seizoen per seizoen
| Jaar | League | W  | V | G | Ptn | Reg. Seizoen           | Playoffs            |
| ---- | ------ | -- | - | - | --- | ---------------------- | ------------------- |
| 1967 | NPSL   | 19 | 8 | 5 | 185 | 1ste, Western Division | Kampioen            |
| 1968 | NASL   | 18 | 8 | 6 | 185 | 2de, Pacific Division  | Niet gekwalificeerd |